# Андрій Добрий
Андрій Володимирович, відомий як Андрій Добрий (11 липня 1102 — 22 січня 1142) — князь Волинський (1119—1135), князь Переяславський (1135—1142), молодший син Володимира Мономаха та його другої дружини, дочки половецького хана Аєпи.

## Біографія
1117 року Андрій одружився з онукою половецького хана Тугоркана. У 1119 році батько посадив його у Володимирі. 1123 року там його взяв в облогу брат у других Ярослав Святополчич, котрий привів із собою Володаря Ростиславича і Василька Ростиславича, а також польські, угорські й чеські загони. Андрія Доброго було захоплено зненацька, Мономах не встиг надіслати з Києва допомогу. Однак Ярослав у травні загинув під час об'їзду Володимира, натрапивши на ворожий роз'їзд.
1135 року старший брат Андрія Доброго, київський князь Ярополк II, дав йому Переяслав, де він княжив до смерті, успішно відбивши зазіхання на його стіл наступного Великого київського князя Всеволода II. Всеволод, разом з дружиною прийшов до Переяслава проти Андрія Володимировича, стояв біля міста три дні, б'ючись об міські мури. Взнавши, що Ярополк іде на допомогу брату, Всеволод відступив до верхів'я Супія і там чекав київського князя. Ярополк, не дочекавшись київських полків, кинувся у бій з однією дружиною, перебив половців, а навздогін послав найкращу частину дружини на чолі з тисяцьким. Решта дружини, в жорстокій битві була розбита чернігівцями. Повернувшись за Дніпро, київський князь почав збирати нове військо. Всеволод, перейшовши Десну, став біля Вишгорода. Але, простоявши 7 днів, так і не наваживсь переправлятись через Дніпро, тому повернувся назад у Чернігів, звідки розпочав перемовини з київськими князями про перемир'я, але цього разу безуспішно. Це було в кінці літа 1135 року.
1138 року новгородці прогнали від себе брата Всеволода — Святослава Ольговича, ця подія стала новим підґрунтям для чергової війни. Всеволод, заручившись підтримкою половців, почав спустошувати Переяславську землю по річці Суда. Андрій Володимирович Переяславський хотів було уже тікати з міста, але Всеволод помирився з ним, а з половцями взяв Прилук.
1140 року, відправивши Ізяслава Давидовича в похід проти Ізяслава Мстиславича, Всеволод ІІ пішов проти Андрія Переяславського. Зупинившись біля Дніпра, відправив листа Андрію: «Іди у Курськ». Андрій відмовився, після чого розбив відправлене до нього Всеволодом військо Святослава Ольговича. Наступного дня Всеволод помиривсь з Андрієм, скоріш за все на умовах, що Андрій відмовиться від союзу з Мономаховичами. Все йшло до хрещеного цілування. Андрій уже цілував хрест, як вночі загорівся Переяслав. Всеволод, перелякавшись Божого гніву відправив листа Андрію: «Бачиш, я ще хреста не цілував, тому аби хтів зробити тобі лихо — то зробив би; ти ж поцілувавши хрест, виконаєш свою клятву — добре, ні — Бог суддя тобі». Помирившись з Андрієм, Всеволод пішов назад у Київ, де уклав мир з Ізяславом Мстиславичем.

## Сім'я та діти
З 1117 року був одружений з дочкою половецького хана Тугоркана. Діти:
- Володимир Андрійович (? — 28 січня 1170) — князь волинський (1146—1148), білгородський (1150), дорогобузький (1150—1152, 1156—1170), пересопницький (1152—1154 рр.) і берестейський (1154—1156 рр.). Був одружений з дочкою Святослава Ольговича, яка померла після 1170 р.
- Ярополк Андрійович (? — до 1170) — згадується у 1157—1159 рр.